# M1911
A M1911 é uma pistola semiautomática de ação simples, alimentada por carregador, operada com recuo de câmara para o cartucho .45 ACP (deve-se armar o cão antes do primeiro disparo). Serviu como arma padrão para as Forças Armadas dos Estados Unidos de 1911 a 1986. Foi amplamente utilizada na Primeira Guerra Mundial, Segunda Guerra Mundial, na Guerra da Coreia e na Guerra do Vietnã. A designação formal da pistola a partir de 1940 foi Pistola Automática, Calibre .45, M1911 (Automatic Pistol, Caliber .45, M1911) para o modelo original de 1911 ou Pistola, Calibre .45, Automática, M1911A1 (Pistol, Caliber .45, Automatic, M1911A1) para o M1911A1, adotada em 1924. A designação mudou para Pistola, Calibre .45, Automática, M1911A1 (Pistol, Caliber .45, Automatic, M1911A1) na era da Guerra do Vietnã.
Os EUA adquiriram cerca de 2,7 milhões de pistolas M1911 e M1911A1 em contratos militares durante sua vida útil. O M1911 foi substituído pela pistola Beretta M9 de 9mm como arma padrão dos EUA em outubro de 1986, mas devido à sua popularidade entre os usuários, ela não foi completamente descartada. Variantes derivativas modernizadas do M1911 ainda estão em uso por algumas unidades das Forças Especiais do Exército dos EUA e da Marinha dos EUA.
Projetado por John Browning, o M1911 é a mais conhecida de seus projetos para usar o princípio de recuo curto em seu design básico. A pistola foi amplamente copiada, e esse sistema operacional se tornou o tipo mais proeminente do século 20 e de quase todas as pistolas centrais modernas. É popular entre atiradores civis em eventos competitivos como USPSA, IDPA, Confederação Internacional de Tiro Prático e Bullseye shooting. Variantes compactas são armas de transporte oculto populares por civis nos EUA por causa da largura relativamente estreita e do poder de parada (stopping power) do cartucho .45 ACP.

## História

### História inicial e adaptações
A pistola M1911 originou-se no final da década de 1890 como resultado de uma busca por uma pistola de auto-carregamento (ou semiautomática) para substituir a variedade de revólveres em serviço. Os Estados Unidos estavam adotando novas armas de fogo a uma taxa fenomenal; Várias pistolas novas e dois novos rifles de serviço (o M1892/96/98 Krag e M1895 Navy Lee), bem como uma série de revólveres pela Colt e Smith & Wesson para o Exército e Marinha, foram adotadas apenas nessa década. A próxima década veria um ritmo semelhante, incluindo a adoção de mais revólveres e uma busca intensiva de uma pistola auto-carregável que culminaria na adoção oficial do M1911 após a virada da década.
Hiram S. Maxim tinha projetado um rifle de auto-carregamento na década de 1880, mas estava preocupado com metralhadoras. No entanto, a aplicação de seu princípio de usar a energia do cartucho para recarregar levou a várias pistolas de auto-carregamento em 1896. Os projetos chamaram a atenção de várias forças armadas, cada uma das quais começou programas para encontrar uma adequado para suas forças. Nos Estados Unidos, tal programa levaria a um teste formal na virada do século XX.

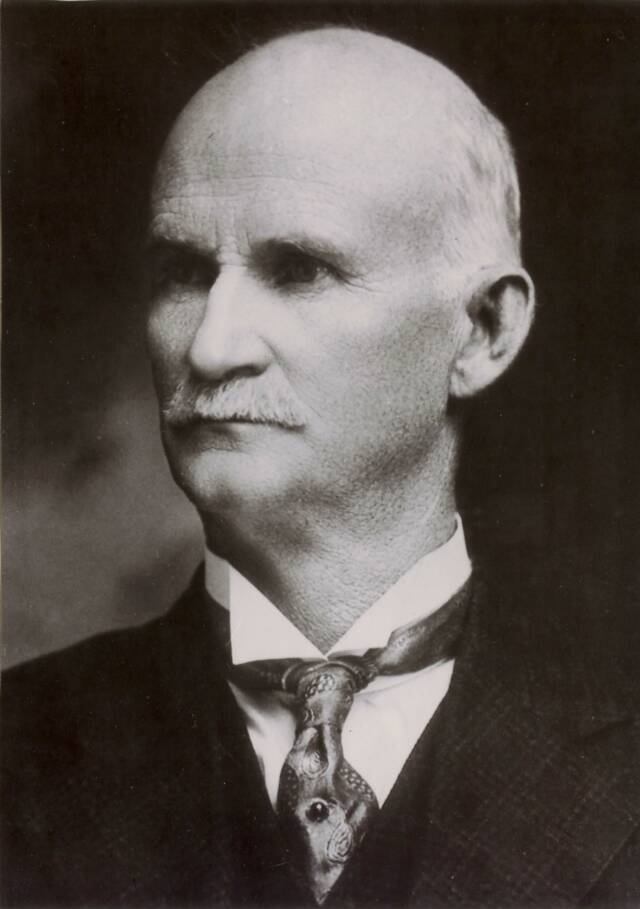
Projetista do M1911, John Browning

Durante o final de 1899 e início de 1900, realizou-se um teste de pistolas de autocarregamento, que incluiu entradas de Mauser (o C96 "Broomhandle"), Mannlicher (o Mannlicher M1894) e Colt (Colt M1900).
Isso levou a uma compra de 1.000 pistolas DWM Luger, cartucho em 7.65mm Luger, um cartucho gargalo. Durante os ensaios de campo estes tiveram alguns problemas, especialmente com o poder de parada. Outros governos fizeram queixas semelhantes. Consequentemente, a DWM produziu uma versão ampliada da rodada, a 9×19mm Parabellum (conhecida na linguagem militar atual como 9×19mm NATO), uma versão com pescoço de 7,65 mm rodadas. Cinquenta foram testadas pelo Exército dos EUA em 1903.
Unidades americanas que lutaram contra a guerrilha Moro durante a Guerra Filipino-Americana usando o revólver Colt M1892, então .38 Long Colt, consideram-lo inadequado para os rigores da guerra na selva, particularmente em termos de stopping power, como os Moros tiveram uma alta moral na batalha e frequentemente usavam drogas para inibir a sensação de dor. O Exército dos EUA retornou brevemente ao uso do revólver M1873 single-action em calibre .45 Colt, que tinha sido padrão durante o final do século XIX; A bala mais pesada foi encontrada para ser mais eficaz contra o carregamento de tribos. Os problemas levaram o então Chefe da Ordnance, o General William Crozier, a autorizar novos testes para uma nova pistola de serviço.
Após os testes de eficácia da pistola de Thompson-LaGarde de 1904, o Coronel John T. Thompson declarou que a nova pistola "não deveria ter menos do que calibre .45" e seria de preferência semiautomática em operação. Isso levou a 1906 julgamentos de pistolas de seis empresas de fabricação de armas de fogo (ou seja, Colt, Bergmann, Deutsche Waffen und Munitionsfabriken (DWM), Savage Arms Company, Knoble, Webley e White-Merril).
Dos seis projetos apresentados, três foram eliminados no início, deixando apenas o Savage, Colt, e desenhos da DWM de câmara no novo cartucho .45 ACP (Automatic Colt Pistol) . Estes três ainda tinham problemas que precisavam de correção, mas apenas Colt e Savage reenviaram seus projetos. Há algum debate sobre as razões da retirada da DWM - alguns dizem que sentiam que havia preconceito e que o projeto do DWM estava sendo usado principalmente como um "menino chicote" para as pistolas Savage e Colt, embora isto não se encaixe bem com a compra anterior de 1900 do projeto da DWM sobre as entradas Colt e Steyr. Em qualquer caso, uma série de testes de campo de 1907 a 1911 foram realizadas para decidir entre os projetos Savage e Colt.  Ambos os projetos foram melhorados entre cada teste em relação às suas entradas iniciais, levando ao teste final antes da adopção.
Entre as áreas de sucesso para o Colt foi um teste no final de 1910 com a presença de seu projetista, John Browning. Seis mil rodadas foram disparadas de uma única pistola ao longo de dois dias. Quando a arma começou a ficar quente, foi simplesmente imersa em água para resfriá-la. A arma da Colt passou sem nenhum mau funcionamento relatado, enquanto os projetos Savage tinha 37.

### História do serviço

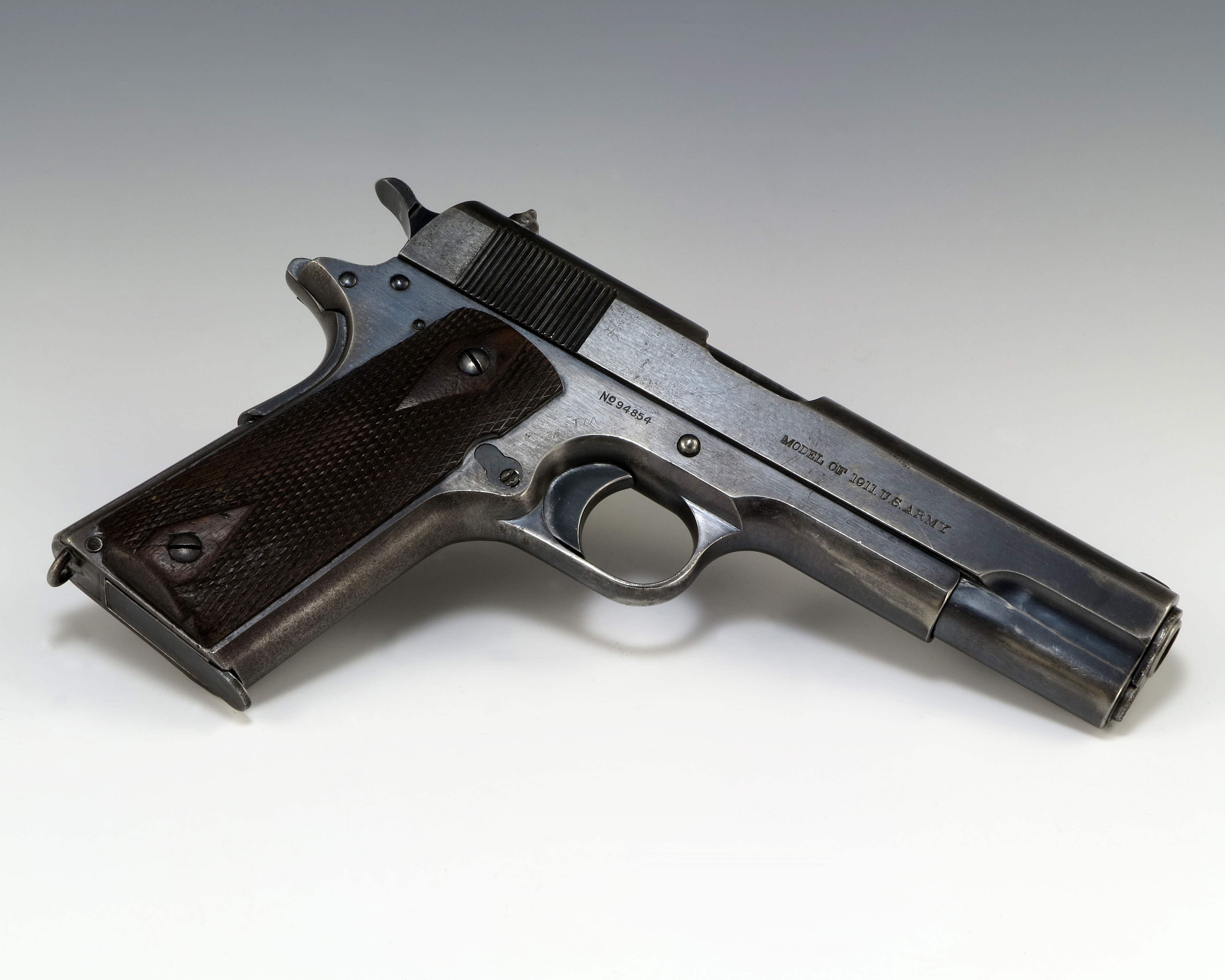
Uma pistola 'Modelo de 1911' do governo (número de série: 94854) fabricada em 1914

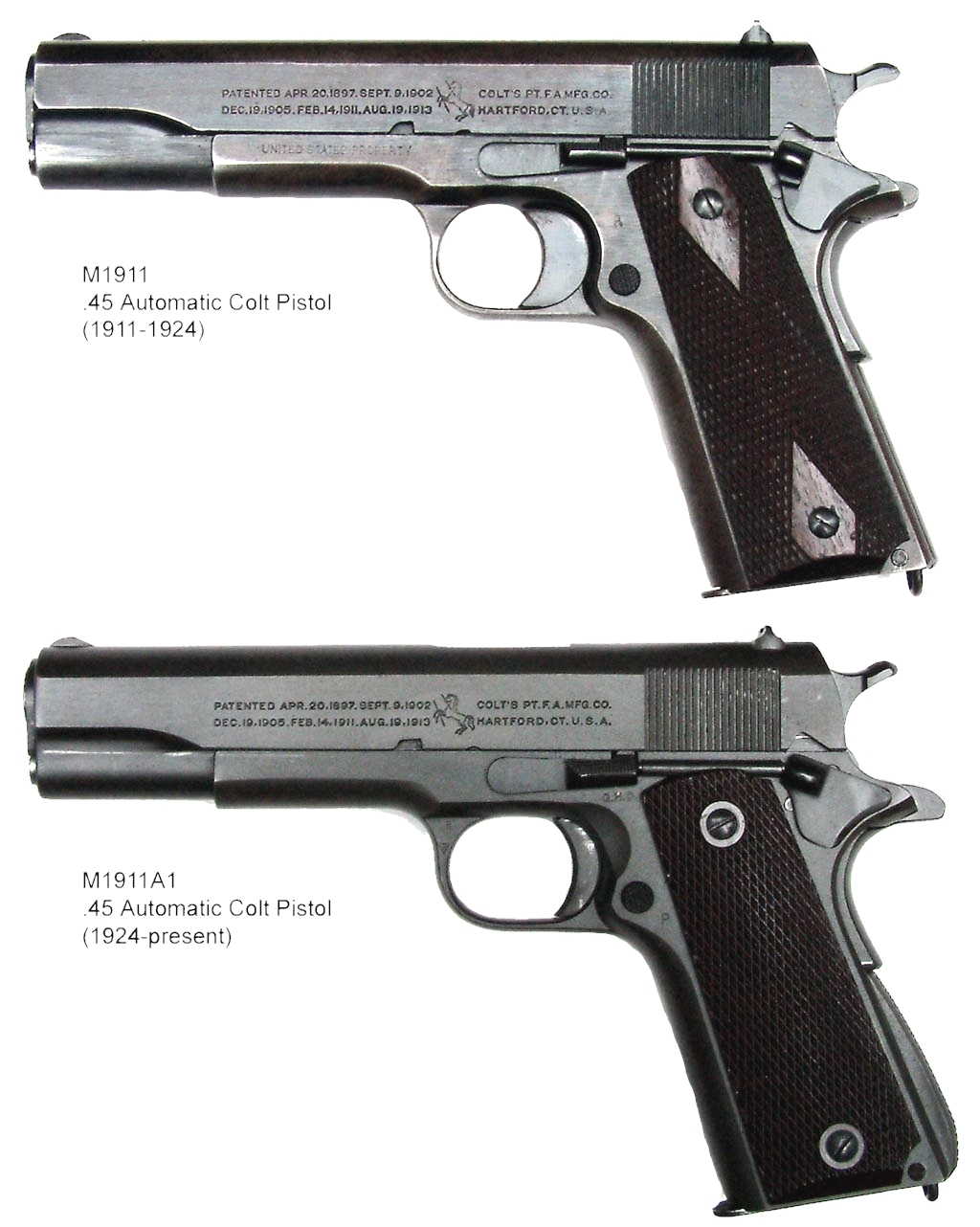
Comparação das pistolas M1911 e M1911A1 do governo

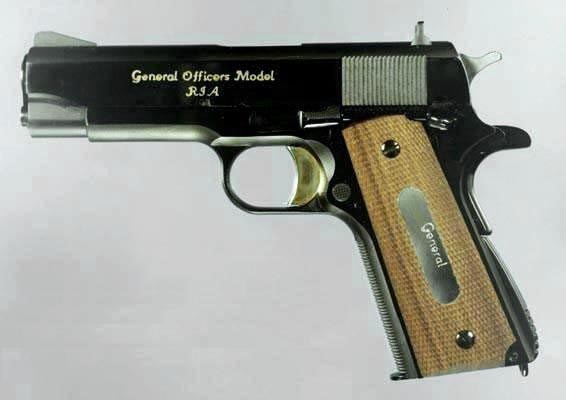
M15 General Officers adotado pelo Exército dos EUA na década de 1970 para emissão aos Generais.

Após seu sucesso em ensaios, a pistola Colt foi formalmente adotada pelo Exército em 29 de março de 1911, quando foi designada Modelo de 1911, mais tarde mudou para o Modelo 1911, em 1917, e depois M1911, em meados dos anos 1920. O diretor civil da Marksmanship começou a fabricação das pistolas M1911 para membros da National Rifle Association of America em agosto 1912. Aproximadamente 100 pistolas carimbadas "N.R.A." Abaixo do número de série foram fabricados em Springfield Armory e por Colt. O M1911 foi formalmente adotado pela Marinha dos EUA e Corpo de Fuzileiros Navais em 1913.

#### Primeira Guerra Mundial
No início de 1917, um total de 68.533 pistolas M1911 tinham sido entregues às forças armadas dos EUA pela Colt Firearms Company e pelo Springfield Armory do governo dos Estados Unidos. No entanto, a necessidade de expandir enormemente as forças militares norte-americanas e o aumento resultante da demanda por armas de fogo na Primeira Guerra Mundial viu a expansão da fabricação para outros empreiteiros além Colt e Springfield Armory, incluindo Remington-UMC, North American Arms Co. de Quebec. Vários outros fabricantes foram adjudicados de contratos para produzir o M1911, incluindo a National Cash Register Company, a Savage Arms Company, a Caron Bros. de Montreal, a Burroughs Adding Machine Co., a Winchester Repeating Arms Company e a Lanston Monotype Company, mas a assinatura do armistício resultou no cancelamento dos contratos antes de qualquer pistola tivesse sido produzida.

#### Alterações entre guerras
Experiência de campo de batalha na Primeira Guerra Mundial levou a algumas pequenas mudanças externas , concluídas em 1924. A nova versão recebeu uma classificação de tipo modificada, M1911A1, em 1926 com a estipulação de que M1911A1 deve ter números de série superiores a 700.000 com menores números de série designados M1911. A mudança do M1911A1 para o desenho original consistiu de um gatilho mais curto, recortes na estrutura atrás do gatilho, uma carcaça arqueada da mola principal, um maior estímulo de segurança do punho (para evitar a mordida do martelo), uma mira frontal mais larga, um estímulo de martelo encurtado e (eliminando os relevos de "Double Diamond"). Essas mudanças eram sutis e em grande parte destinadas a tornar a pistola mais fácil de atirar para aqueles com mãos menores. Muitas pessoas não familiarizadas com o projeto são muitas vezes incapazes de dizer a diferença entre as duas versões em um relance. Não foram feitas alterações internas significativas, e as partes permaneceram intercambiáveis entre o M1911 e o M1911A1.
Trabalhando para o escritório da U.S Ordnance, David Marshall Williams desenvolveu uma versão de treinamento .22 do M1911 usando uma câmara flutuante para dar o retrocesso ao rimfire .22 de rifle longo similar à versão .45 Como o Colt Service Ace, este estava disponível tanto como uma pistola e como um kit de conversão para pistolas M1911 .45  .

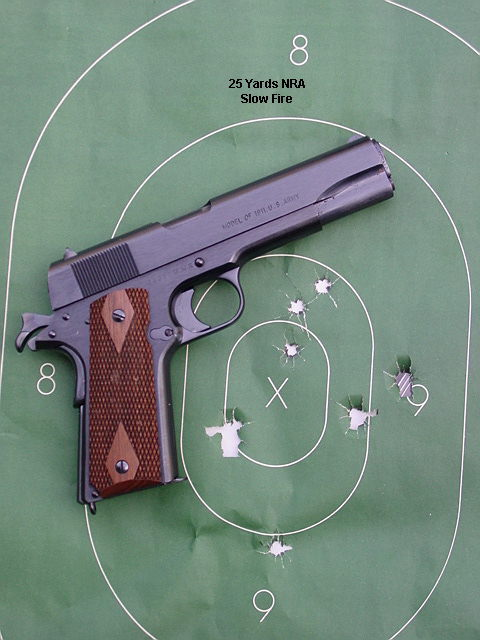
Colt 1911 01

Antes da Segunda Guerra Mundial, um pequeno número de pistolas modificadas padrão M1911 em calibre. 45 foram produzidos sob licença na fábrica de armas norueguesa Kongsberg Vaapenfabrikk, designado "Pistola M/1914" e oficialmente conhecido como "Kongsberg Colt". A produção continuou após a ocupação alemã da Noruega em 1940. A pistola M/1914 é anotada para sua parada de corrediça prolongada incomum que foi especificada por autoridades norueguesas da artilharia. Durante o uso do M/1914 no serviço militar norueguês, a Noruega continuou a construir a pistola M/1914 conforme especificado originalmente. Estas pistolas são altamente consideradas pelos colecionadores modernos, com os exemplos 920 carimbados com os códigos da prova dos inspetores da Wehrmacht (Waffenamt) e o número desconhecido de exemplos desmarcados montados pelo movimento de resistência norueguês ("Matpakke-Colt" ou "Lunch Box Colt") sendo o mais procurado. As forças alemãs também usaram pistolas M1911A1 capturadas, usando a designação "Pistole 660(a)".
As pistolas M1911 e M1911A1 também foram encomendadas a Colt ou produzidas domesticamente sob a forma modificada por várias outras nações, incluindo Argentina (pistolas de contrato  Modello 1916 e Modello 1927, e Ballester-Molina), no Brasil pela pistola de contrato M1937, no México pela M1911 pistolas de contrato mexicana e a pistola Obregón, e na Espanha por fabricantes privados Star e Llama.

#### Segunda Guerra Mundial

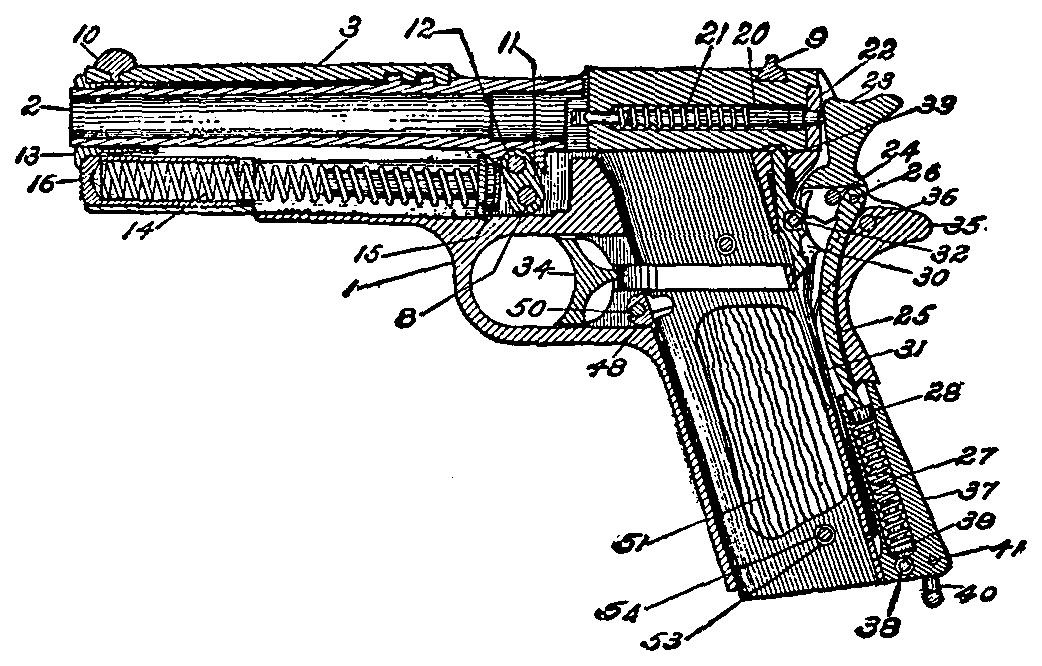
Diagrama do manual do soldado (1940-41), mostrando os vários componentes da pistola.

Segunda Guerra Mundial e os anos que levaram a ela criaram uma grande demanda. Durante a guerra, cerca de 1,9 milhões de unidades foram adquiridas pelo governo dos EUA para todas as forças, sendo a produções realizadas por vários fabricantes, incluindo Remington Rand (900.000 produzidos), Colt (400.000), Ithaca Gun Company (400.000), Union Switch & Signal (50.000), e Singer (500). Novas pistolas M1911A1 receberam um acabamento de metal parkerized em vez de blueing, e os painéis de aderência de madeira foram substituídos por painéis feitos de plástico marrom. O M1911A1 foi uma arma curta favorecida pelos EUA e militares aliados durante a guerra; em particular, a pistola foi apreciada por algumas unidades de comando britânico e o SOE, bem como as forças da Commonwealth sul-africana.
Muitas pistolas 1911A1 foram produzidas durante a guerra que o governo cancelou todos os contratos do pós-guerra para a nova produção, preferindo reconstruir pistolas existentes com peças novas, que foram então refinadas e testadas para funcionar. Desde meados da década de 1920 até meados da década de 1950, milhares de 1911 e 1911A1 foram reformados em Arsenais e depósitos de serviços dos EUA. Essas reconstruções arsenais consistiu-se de qualquer coisa de pequenas inspeções para grandes revisões de pistolas retornaram de uso de serviço. As pistolas que foram remodeladas em arsenais do governo serão marcadas geralmente no frame/receptor com as iniciais do arsenal, tais como RIA (Arsenal da Ilha da Rocha) ou SA (Arsenal de Springfield).
Entre os colecionadores de hoje, as pistolas produzidas pela Singer, em particular, são altamente valorizadas, com preços altos mesmo em más condições.

#### Modelo General Officer's
De 1943 a 1945, um conjunto de cintos de pistola M1916 de peles de couro fino foi expedido para alguns generais do Exército dos EUA. Era composto de um cinto de couro, estojo de couro com abas e pulseira de couro trançado, bolsa para carregador de dois bolsos e um colar de corda. A fivela metálica e os acessórios eram em latão dourado. A fivela tinha o selo dos Estados Unidos na parte central (ou "macho") e uma coroa de louro na peça circular (ou "fêmea"). A pistola era uma edição padrão M1911A1 que veio com um kit de limpeza e três carregadores.
De 1972 a 1981 um M1911A1 modificado chamado RIA M15 General Officer's Model foi emitido aos oficiais generais no exército dos EUA e na força aérea dos EUA. De 1982 a 1986 o regular M1911A1 foi emitido. Ambos vieram com um cinto de couro preto, coldre aberto com alça de retenção e uma bolsa carregador de dois bolsos. A fivela de metal e acessórios eram semelhantes ao M1916 General Officer's Model, exceto que veio em ouro metal para o Exército e em metal prateado para a Força Aérea. Os M15 e M1911A1 foram substituídospela pistola M9 em 1986.

#### Substituição para a maioria dos usos
Após a Segunda Guerra Mundial, o M1911 continuou a ser um pilar das Forças Armadas dos Estados Unidos na Guerra da Coreia e na Guerra do Vietnã. Foi usado durante a tempestade no deserto em unidades especializadas do exército de Estados Unidos e nos batalhões móveis da construção da marinha dos EUA (Seabees), e tem prestado serviço tanto na Operation Iraqi Freedom e Operation Enduring Freedom, com grupos das forças especiais do exército dos EUA e companhias do reconhecimento da força do Corpo da Marinha.
Entretanto, no final dos anos 70, o M1911A1 foi reconhecido para mostrar sua idade. Sob pressão política do Congresso para padronizar um único projeto moderno de pistola, a Força Aérea dos EUA executou um Joint Service Small Arms Program para selecionar uma nova pistola semiautomática, usando o cartucho de pistola 9 mm Parabellum padrão OTAN. Após os ensaios, a Beretta 92S-1 foi escolhida. O Exército contestou este resultado e, posteriormente, conduziu a sua própria competição em 1981, os ensaios XM9, levando eventualmente à adoção oficial da Beretta 92F em 14 de Janeiro de 1985. Até a década de 1980, a produção estava aumentando, apesar de um polêmico novo julgamento XM9 e uma reconfirmação XM10 separado que foi boicotada por alguns dos participantes dos testes originais, rachaduras nos quadros de algumas pistolas produzidos pré-M9 Beretta, apesar de um problema com a separação de corrediças usando rodadas de pressão acima da especificada que resultaram em ferimentos a alguns Operações Operativas Especiais da Marinha dos Estados Unidos. Esta última edição resultou em um modelo atualizado que inclui proteção adicional para o usuário, o 92FS, e atualizações para a munição usada.
No início dos anos 90, a maioria dos M1911A1s havia sido substituída pela Beretta M9, embora um número limitado permanecesse em uso por unidades especiais. O Corpo de Fuzileiros Navais dos Estados Unidos (USMC) em particular foram notados por continuar o uso de pistolas M1911 para pessoal selecionado em MEU (SOC) e unidades de reconhecimento (embora o USMC também tenha comprado mais de 50.000 pistolas M9[carece de fontes?]). Por sua vez, o Comando de Operações Especiais dos Estados Unidos (USSOCOM) emitiu um requisito para uma pistola .45 ACP nos ensaios do Sistema de Armas de Fogo Ofensiva (OHWS; em inglês). Isso resultou no Heckler & Koch OHWS tornando-se o MK23 Mod 0 Sistema Ofensivo de Arma do Revólver. (ele próprio sendo fortemente baseado na faixa de campo básica de 1911), batendo o Colt OHWS, um M1911 muito modificado. A insatisfação com o poder de parada do cartucho 9 mm Parabellum usado na Beretta M9 promoveu realmente a readoção de pistolas baseadas no cartucho .45 ACP, como o M1911, juntamente com outras pistolas, entre as unidades USSOCOM nos últimos anos, embora o M9 continua a ser predominante tanto no SOCOM como nos militares dos EUA em geral.

### Os usuários atuais nos EUA
Muitas organizações militares e de aplicação da lei nos Estados Unidos e outros países continuam a usar pistolas M1911A1 (muitas vezes modificadas), incluindo o Comando de Operações Especiais do Corpo de Fuzileiros Navais, o Departamento de Polícia de Los Angeles, a SWAT e S.I.S., o Hostage Rescue Team do FBI, equipes regionais da SWAT e do FBI e o 1º Destacamento Operacional de Forças Especiais Delta (Delta Force).

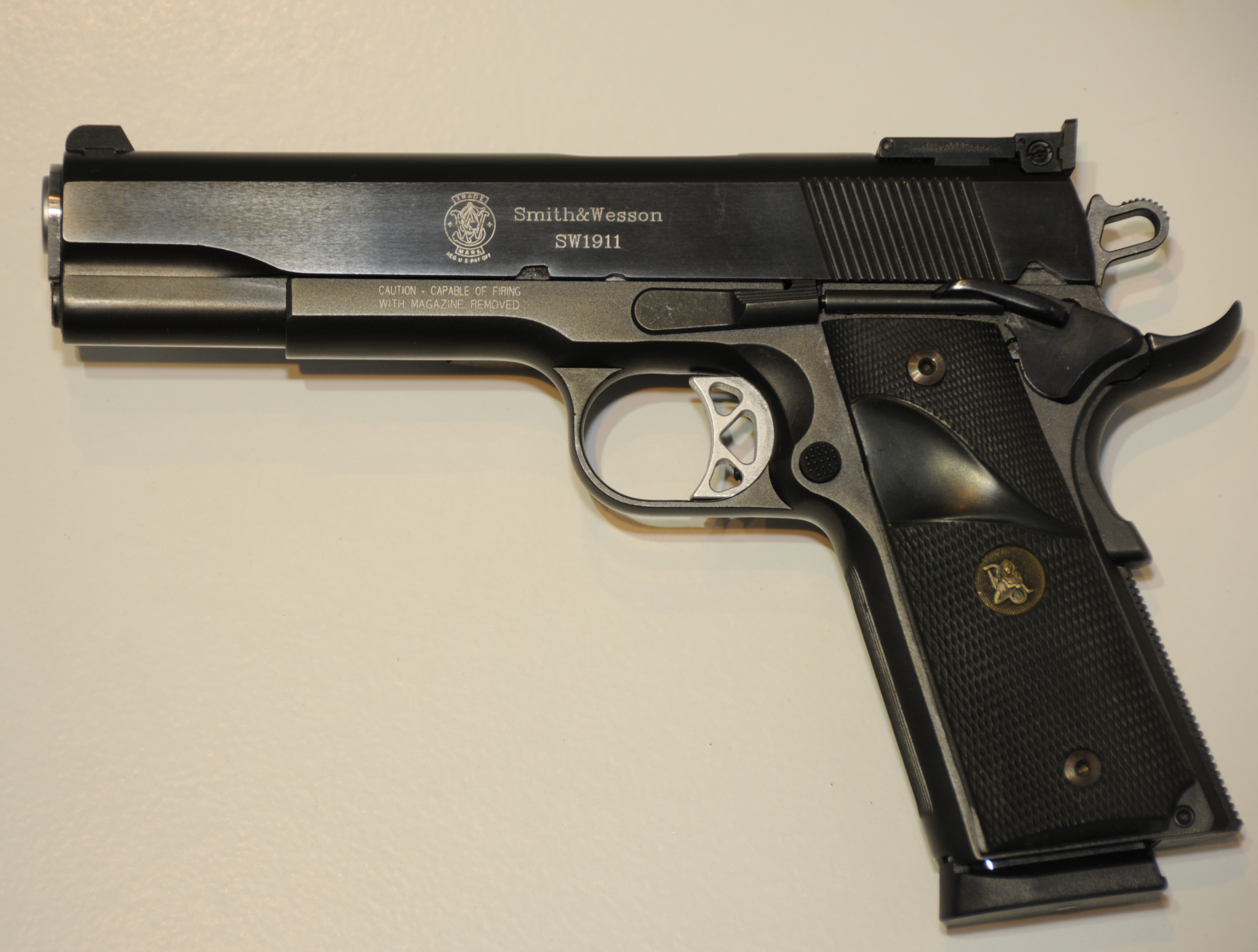
Uma versão básica do Smith & Wesson SW1911 com alças Pachmayr instaladas pelo usuário.

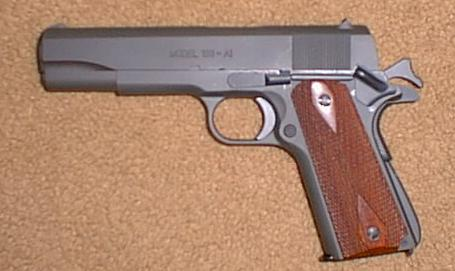
M1911 pela Springfield Armory, Inc. (contemporâneo da Segunda Guerra Mundial G.I. Modelo, parkerized).

A M1911A1 é popular entre o público em geral nos Estados Unidos para fins práticos e recreativos. A pistola é comumente usada em porte velado, graças em parte a um carregador monofilar (o que torna uma pistola mais fina que é, portanto, mais fácil de esconder), defesa pessoal, tiro ao alvo, e competição. Os acessórios numerosos do mercado de reposição permitem que os usuários customizem a pistola a seu gosto. Há um número crescente de fabricantes de pistolas tipo M1911 e o modelo continua a ser bastante popular por sua confiabilidade, simplicidade e apelo patriótico. Vários modelos táticos, de alvo e compactos estão disponíveis. O preço varia de um fim baixo de cerca de US$ 400 para pistolas básicas importadas das Filipinas ou Turquia (Armscor, Tisas, Rock Island Armory, Girsan, STI Spartan, Seraphim Armoury) para mais de US$ 4.000 para a melhor competição ou versões táticas (Wilson Combat, Ed Brown, Les Baer, Nighthawk Custom, and STI International).
Devido a uma grande demanda das pistolas M1911 entre unidades de Operações Especiais do Exército, que são conhecidas para campo uma variedade de pistolas M1911, a United States Army Marksmanship Unit começou a procurar desenvolver uma nova geração de M1911 e lançou o projeto M1911-A2 no final de 2004. O objetivo era produzir um mínimo de sete variantes com várias miras, extratores internos e externos, carcaças de mola e arcos planos, poços de revista integrais e adicionados, uma variedade de acabamentos e outras opções, com a ideia de fornecer ao usuário final uma seleção para selecionar os recursos que melhor se adaptam às suas missões. A AMU realizou uma demonstração bem recebida do primeiro grupo de pistolas para o Corpo de Fuzileiros Navais em Quantico e várias unidades de Operações Especiais em Ft. Bragg e outros locais. O projeto forneceu um estudo de viabilidade com insight em projetos futuros. Foram emprestados modelos para várias unidades de Operações especiais, cujos resultados permanecem secretos. An RFP was issued for a Joint Combat Pistol but it was ultimately canceled. Atualmente as unidades estão experimentando com uma pistola M1911 em .40 que incorporará lições aprendidas do projeto A2. Em última análise, o projeto M1911A2 forneceu um banco de ensaio para melhorar M1911 existentes. Uma variante M1911 melhorada tornando-se disponível no futuro é uma possibilidade.
A pistola modelo profissional 1911A1 de Springfield é produzida sob o contrato pelo arsenal de Springfield para as equipes regionais do FBI SWAT e a equipe do salvamento do refém. Esta pistola é feita em lotes em uma base regular pelo Springfield Custom Shop, e alguns exemplos da maioria das corridas são disponibilizados para venda ao público em geral a um preço de venda de aproximadamente US$ 2.700 cada.

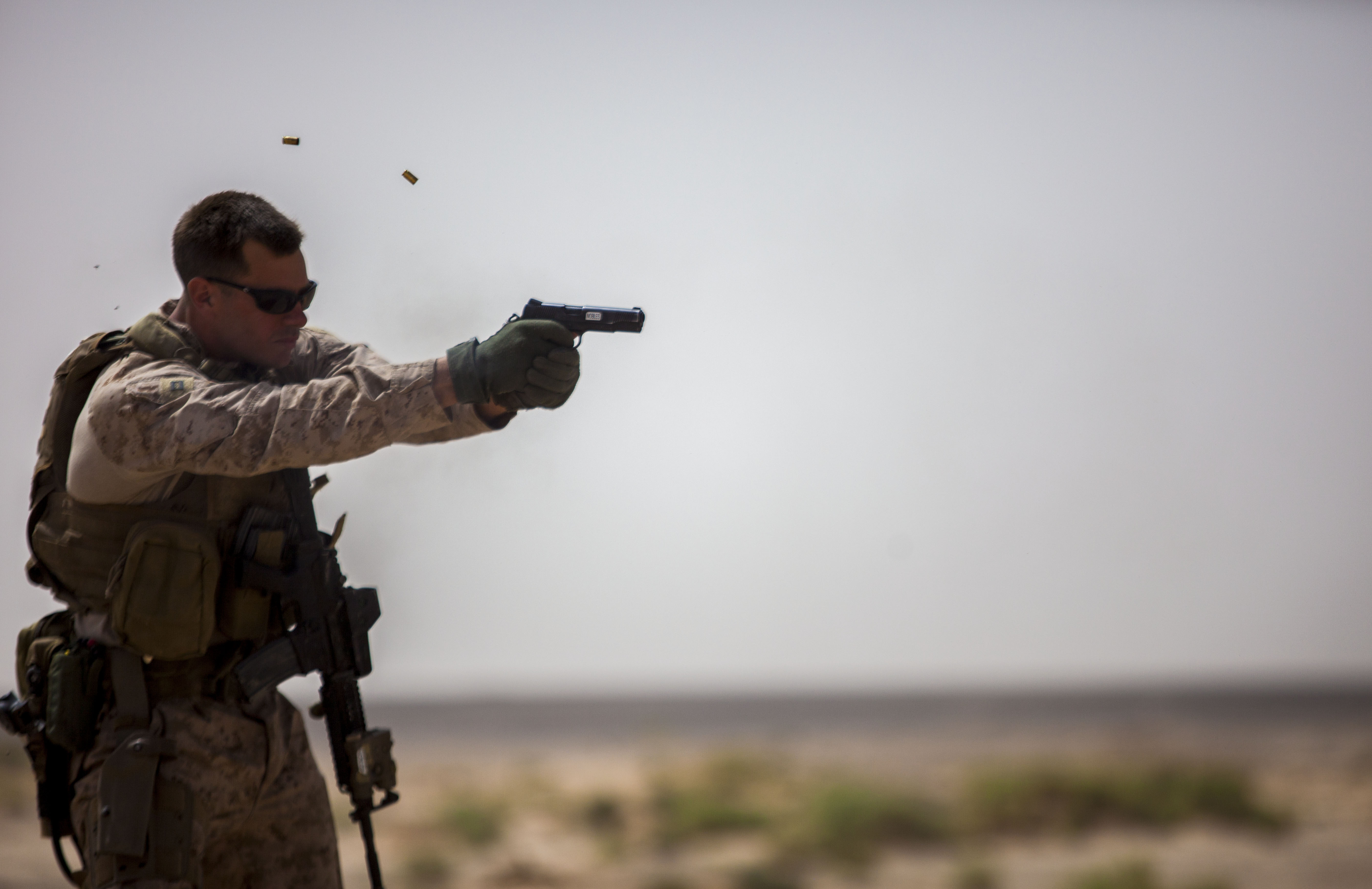
Um fuzileiro naval americano armado com sua Colt 1911.

#### MEU(SOC) pistola
A Marine Expeditionary Unit anteriormente comissionou pistolas M1911 para unidades Force Recon. Os quadros de Colt M1911A1 selecionados à mão foram eviscerados, desbastados e preparados para uso adicional pela Seção de Arma de Precisão (PWS) do USMC na Marine Corps Base Quantico. Elas foram então montadas com mercado de reposição grip seguros, miniaturas seguras ambidestras, gatilhos, miras melhoradas de alta visibilidade, canos acurado, apertos e carregares Wilson melhorados. Estas pistolas feitas à mão foram ajustadas às especificações e preferências dos usuários finais.
No final da década de 1980, os fuzileiros elaboraram uma série de especificações e melhorias para tornar o projeto de Browning pronto para o combate do século XXI, muitos dos quais foram incluídos em projetos de pistola MEU (SOC), mas o tempo de design e fornecimento foi limitado. Descobrindo que o departamento da polícia de Los Angeles estava satisfeito com suas pistolas especiais de Kimber M1911, uma única fonte requisitou foi emitido a Kimber para apenas tal pistola apesar do lançamento iminente de seus modelos TLE/RLII. Kimber logo começou a produzir um número limitado do que seria mais tarde denominado o Interim Close Quarters Battle pistola (ICQB). Mantendo a montagem recuo simples, cano de 5 polegadas (embora usando um cano de aço inoxidável match grade) e extrator interno, o ICQB não é muito diferente do projetista original Browning.
No final de julho de 2012, os Marines dos EUA colocaram uma ordem de US$ 22,5 milhões para 12 mil pistolas M1911 para forças MEU(SOC). O novo 1911 foi designado M45A1 ou "Close Quarters Battle Pistol" CQBP. O M45A1 apresenta um conjunto de mola de recuo duplo, trilhos Picatinny e é na cor brozeada.

### Usuários internacionais

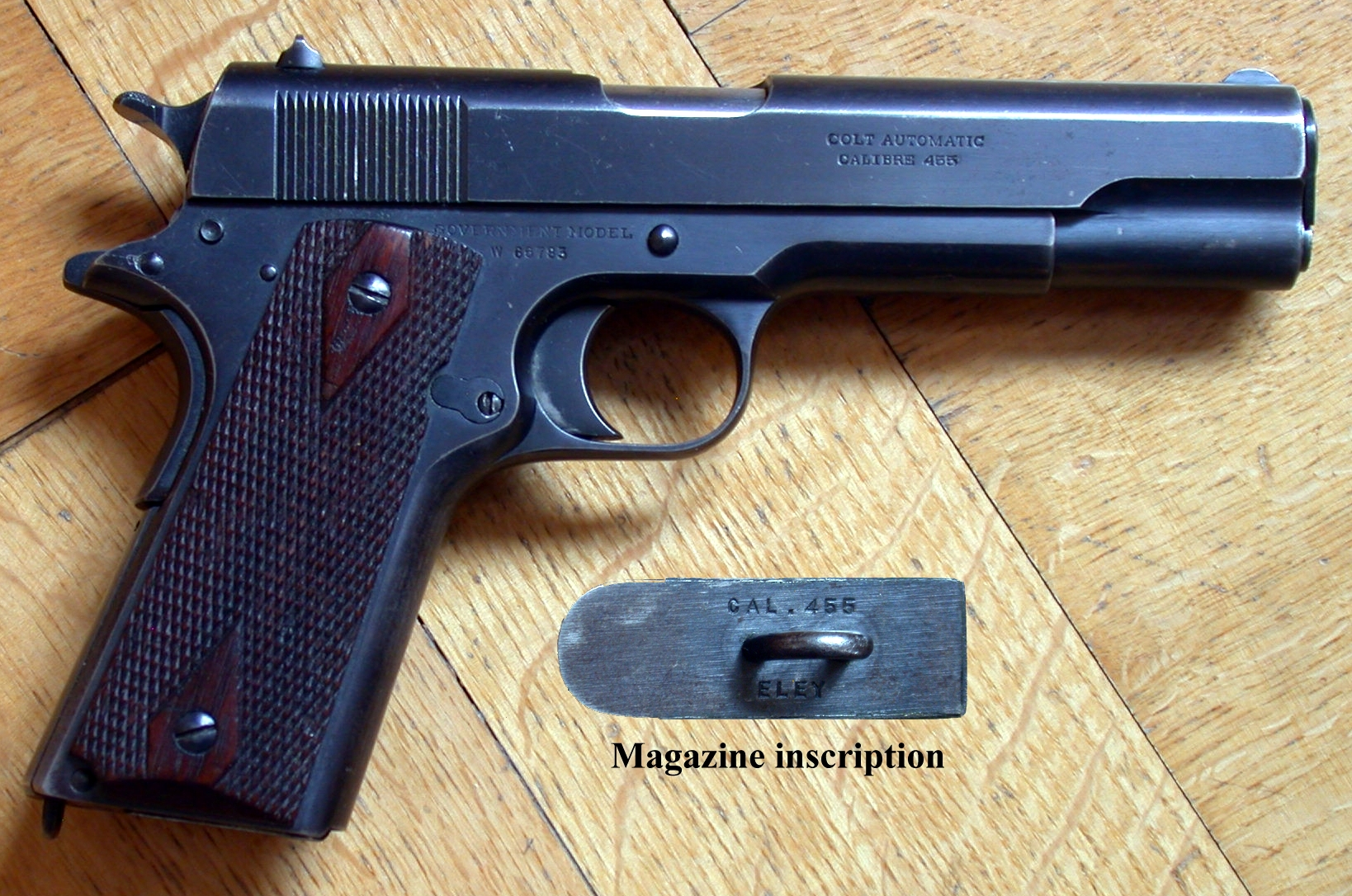
Colt 1911 Modelo de Serviço Britânico, cal .455 Webley Auto

- Bangladesh ainda usa M1911s USGI fornecidos como ajuda militar durante a era da Guerra do Vietnã, enquanto o Batalhão de Ação Rápida (Forças RAB), uma equipe de táticas de polícia antiterrorista em Bangladesh usa essa arma.[39]
- A empresa brasileira IMBEL produz a pistola em variantes para uso militar e segurança pública,  em calibres de .45 ACP, .40 S&W e 9 mm. Os dois primeiros também estão disponíveis para colecionadores e atiradores registrados no Exército. Para o mercado civil é liberado o uso das pistolas  câmaras em .380 ACP. Além disso, produz para o mercado civil dos EUA como o fornecedor para Springfield Armory.
- A empresa canadense Seraphim Armory  fabrica pistolas em vários modelos para uso doméstico e de exportação. Pistolas estão disponíveis em calibres .45 ACP e 9 milímetros para uso civil, militar e aplicação da lei.
- O fabricante de armas chinês, a Norinco, exporta um clone do M1911A1 para compra civil como o M1911A1 e o NP-30 de alta capacidade, bem como variantes de 9mm, o NP-28 e o NP-29. Norinco também fabricou kits de conversão para a câmara de 7,62×25mm Tokarev após a Guerra da Coreia.[40]

A partir de 2013, a pistola é feita sob licença[carece de fontes?] em vez de copiar com máquinas de fabricação Colt, devido a um acordo entre Norinco e Colt, a fim de impedir a Norinco de produzir o rifle Norinco CQ. A importação para os Estados Unidos foi bloqueada pelas regras comerciais em 1993, mas a Norinco ainda consegue importar a arma para o Canadá e foi adotada com sucesso pelos atiradores IPSC, armeiros e aficionados por armas de fogo por causa do preço mais barato da pistola do que os outros M1911s.
- O alemão Volkssturm usoudo o capturado M1911 no final da Segunda Guerra Mundial sob o código de arma P.660(a), em que o alfabeto significa "Amerika", o país de origem das armas.[41][42]
- O Exército Helênico Grego emitiu a produção do M1911 na Segunda Guerra Mundial como sidearm. Estas pistolas são fornecidas como ajuda militar em 1946 e depois os EUA ajudaram a Grécia contra a expansão comunista.[43]
- Noruega usou o Kongsberg Colt que era uma licença produzindo a variante e é reconhecido pelo prendedor original da corrediça. Muitos fabricantes espanhóis de armas de fogo produziram pistolas derivadas de 1911, como o STAR Modelo B, o ASTRA 1911PL e o Llama Modelo IX, apenas para citar alguns.[44] Argentina produziu uma cópia licenciada, o Modelo 1927 Sistema Colt, que eventualmente levou à produção do mais barato Ballester-Molina, que se assemelha ao 1911, mas não é realmente baseado nele.
- As Forças Armadas das Filipinas emitem Mil-spec M1911A1 pistolas como um sidearm às forças especiais, à polícia militar, e aos oficiais. Estas pistolas são produzidas principalmente por Colt, embora alguns deles são produzidos localmente pela Armscor, uma empresa filipina especializada em fazer pistolas estilo 1911. O Exército indonésio emitiu uma versão produzida localmente do M1911 de Springfield, com câmaamera em .45 ACP junto com o Pindad P1, a pistola de Browning Hi-Power produzida localmente como o sidearm padrão da edição.
- Na década de 1950, o Exército da República da China (Taiwan) usou originalmente M1911A1, e os lotes são agora ainda utilizados por algumas forças. Em 1962, Taiwan copiou o M1911A1 como a pistola T51, e deu uso limitado ao Exército. Depois disso, o T51 foi melhorado e introduzido para exportação como o T51K1. Agora as pistolas em serviço são substituídas por pistolas Beretta 92 feitas localmente - a pistola T75.
- O Exército Real Tailandês  e a polícia tailandesa real usam o tipo 86, a cópia tailandesa do M1911 câmara .45 ACP,[40]
- As forças de terra turcas usam "MC 1911" usam uma cópia da M1911 fabricada pela Girsan.[45]
- Uma quantidade de Colt M1911 foi usada  pela Marinha Real como arma secundária durante a Primeira Guerra Mundial usando o cartucho .455 Webley.[17] As pistolas foram então transferidas para a Força Aérea Real onde viram o uso em número limitado até o final da Segunda Guerra Mundial como armas laterais para a tripulação aérea em caso de resgate em território inimigo.[17] Algumas unidades da Força Aérea da Coreia do Sul ainda usam esses lotes originais como armas laterais dos oficiais.

### Modelos civis

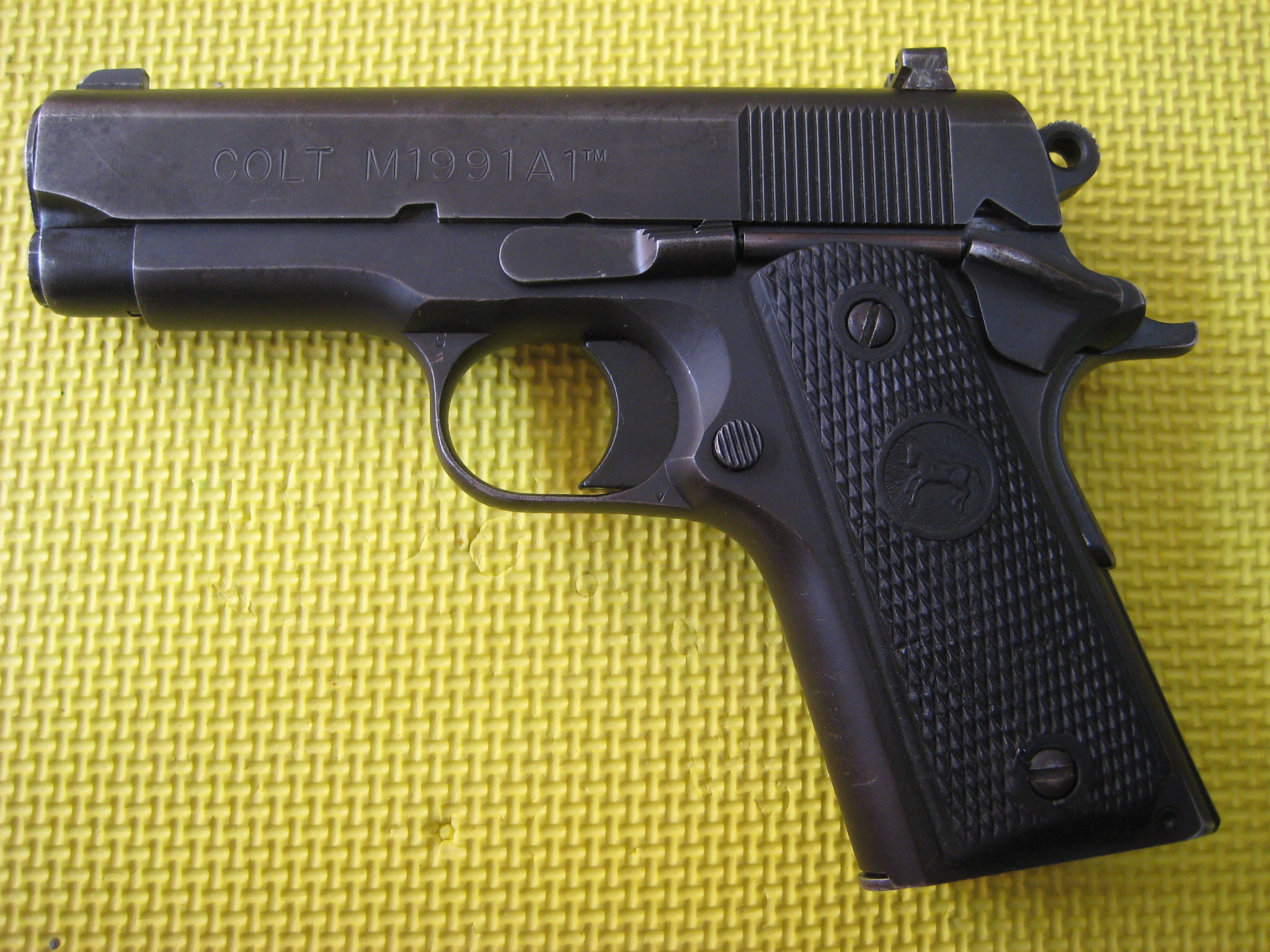
Uma pistola Colt M1991A1 Compacta ORM

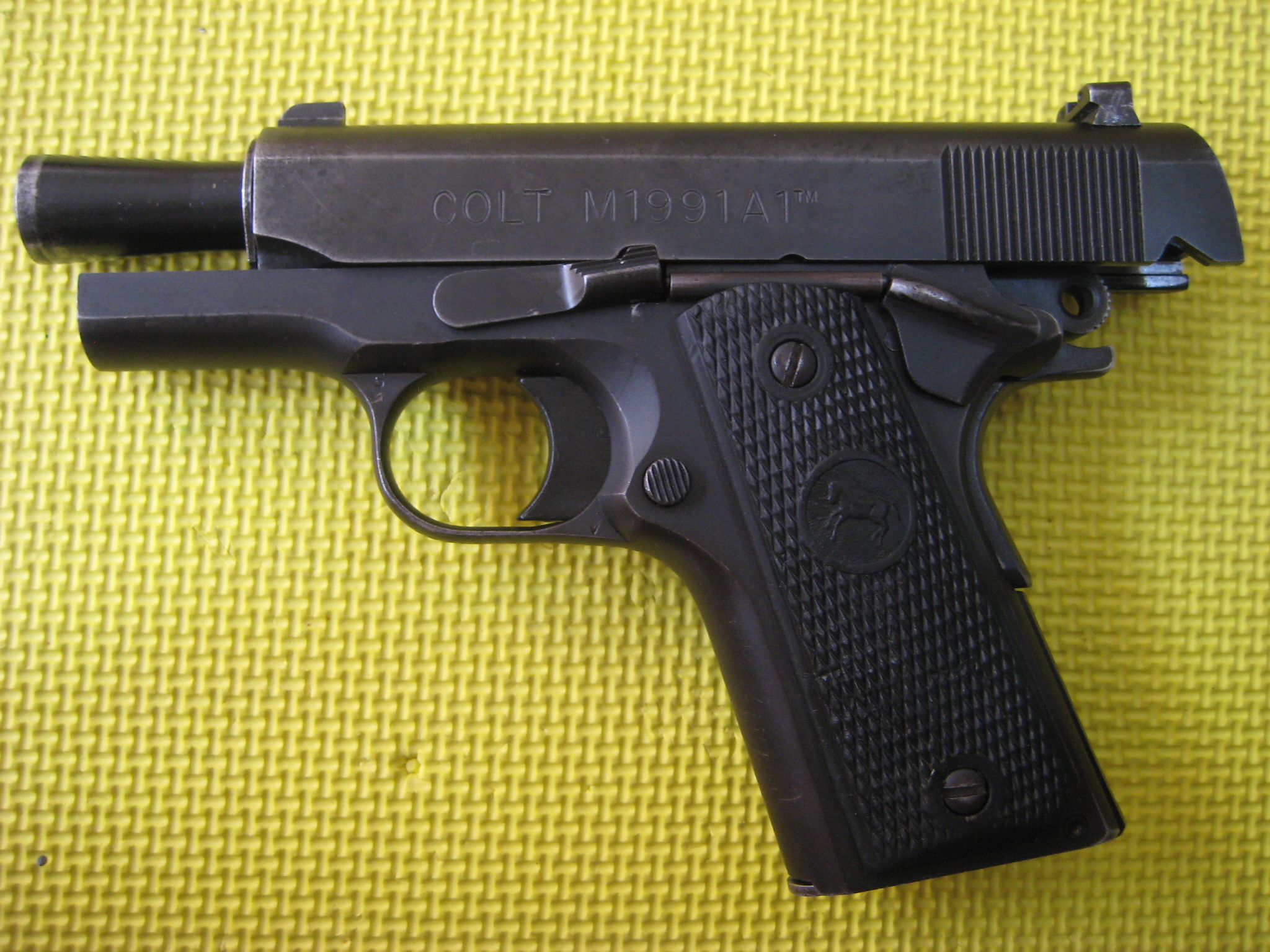
Uma pistola Colt M1991A1 Compacta ORM com a corrediça travada para trás para expor o cano reforçado.

- Colt Government Mk. IV Series 70 (1970-1983): Introduziu o casquilho de cano rachado acurizado. Os primeiros 1000 protótipos na faixa de número de série 35800NM - 37025NM foram marcados BB no cano e no escorregador. As pistolas de tamanho comandante retinham a bucha sólida.
- Colt Government Mk. IV Series 80 (1983-presente): Introduzida uma segurança interna do pino de fogo e um entalhe novo do meio-galo no sear; Puxando o gatilho nestes modelos, enquanto na meia-galo fará com que o martelo caia. Modelos depois de 1988 retornaram ao casquilho de barril sólido devido a preocupações sobre quebras.
- Colt 1991 Series (1991-2001 ORM, 2001-presente NRM): Um híbrido do M1911A1 modelo militar redesenhado para usar o slide do Mk. IV Modelo 80; Esses modelos visavam fornecer uma pistola mais "mil-spec" para ser vendido a um preço menor do que os outros modelos 1911 da Colt para competir com pistolas importadas de fabricantes como Springfield Armory e Norinco. O modelo 1991-2001 usou um grande rolo "M1991A1" gravado no slide. O modelo 2001 introduziu um novo "Colt's Government Model" rollmark. A série 1991 incorpora modelos azulados tamanho completo e inoxidáveis em qualquer .45 ACP ou .38 Super, bem como modelos azulados e inoxidáveis Commander em .45 ACP.

### Modelos personalizados

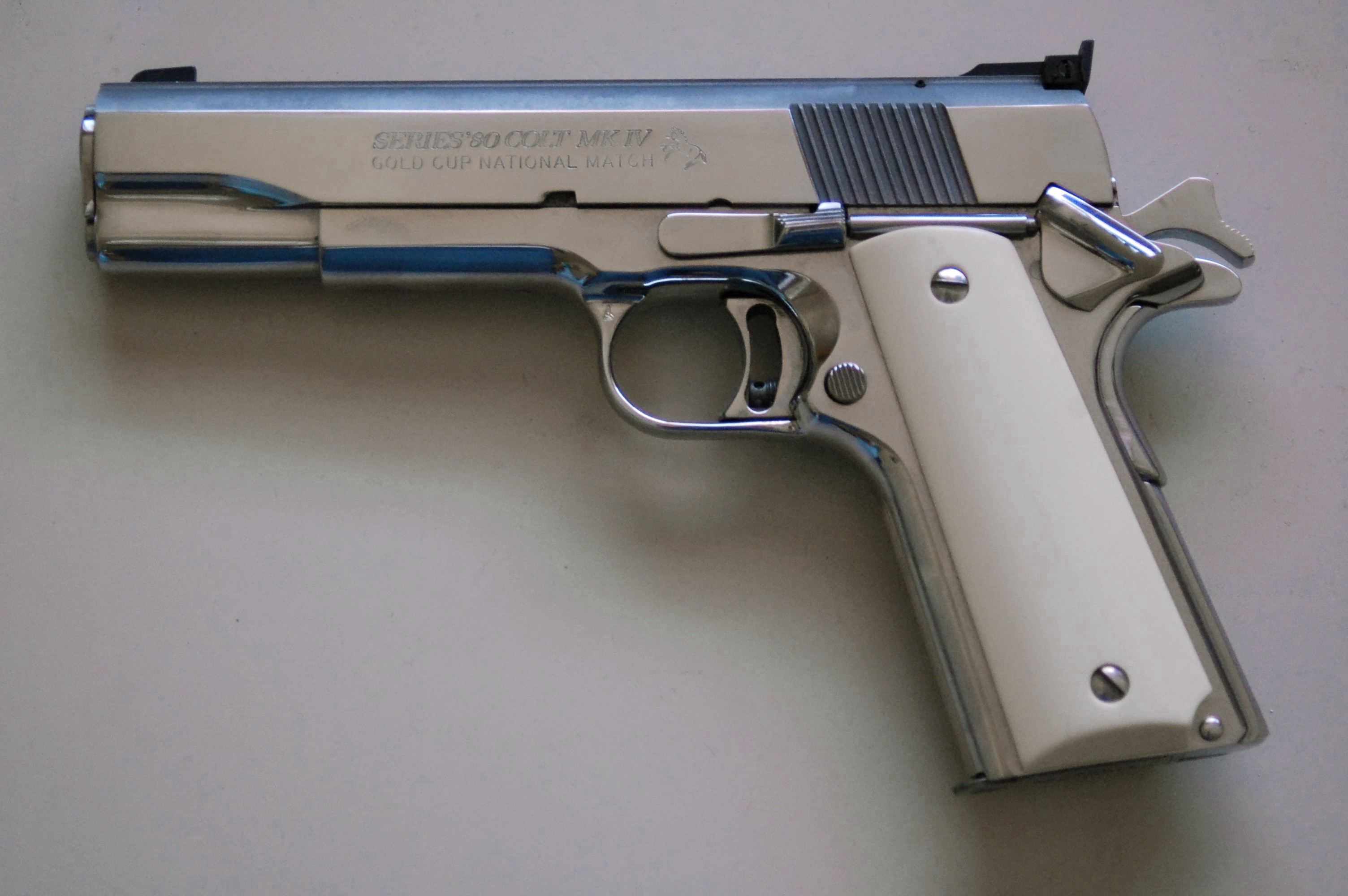
Uma Colt Série 80 Gold Cup National Match edição com revestimento de níquel

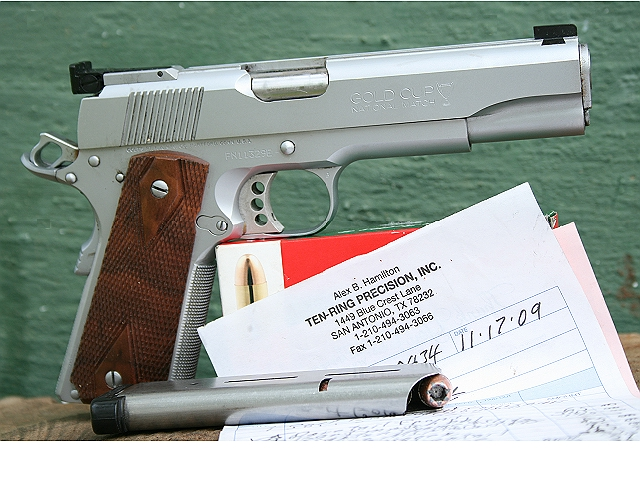
Tenring Custom Colt

Desde a sua criação, o M1911 emprestou-se a personalização fácil. Pontos de recolocação, apertos e outros acessórios de pós-venda são as peças mais comumente oferecidas. Desde a década de 1950 e a ascensão do tiro de pistola competitiva, muitas empresas têm vindo a oferecer o M1911 como um modelo de base para personalização maior. Essas modificações podem variar de mudar o acabamento externo, verificar a moldura e mão, montagem martelos personalizados, gatilhos e sears. Algumas modificações incluem a instalação de compensadores e a adição de acessórios, tais como luzes táticas e mesmo escopos. Uma modificação comum do projeto de John Browning é usar uma haste guia de comprimento total que percorre todo o comprimento da mola de recuo. Isto adiciona o peso à parte dianteira da pistola, mas não aumenta a exatidão, e faz a pistola ligeiramente mais difícil de desmontar. Customizações de armas podem custar mais de US $ 5000 e são construídos a partir do solo ou em modelos base existentes. As principais empresas que oferecem M1911 personalizadas são: Springfield Custom Shop, Ed Brown, STI International, Nighthawk Custom, Wilson Combat, e Les Baer.[carece de fontes?] Modelos ISPC são oferecidos por: Strayer Voigt Inc (Infinity Firearms) e STI International.

## Projeto

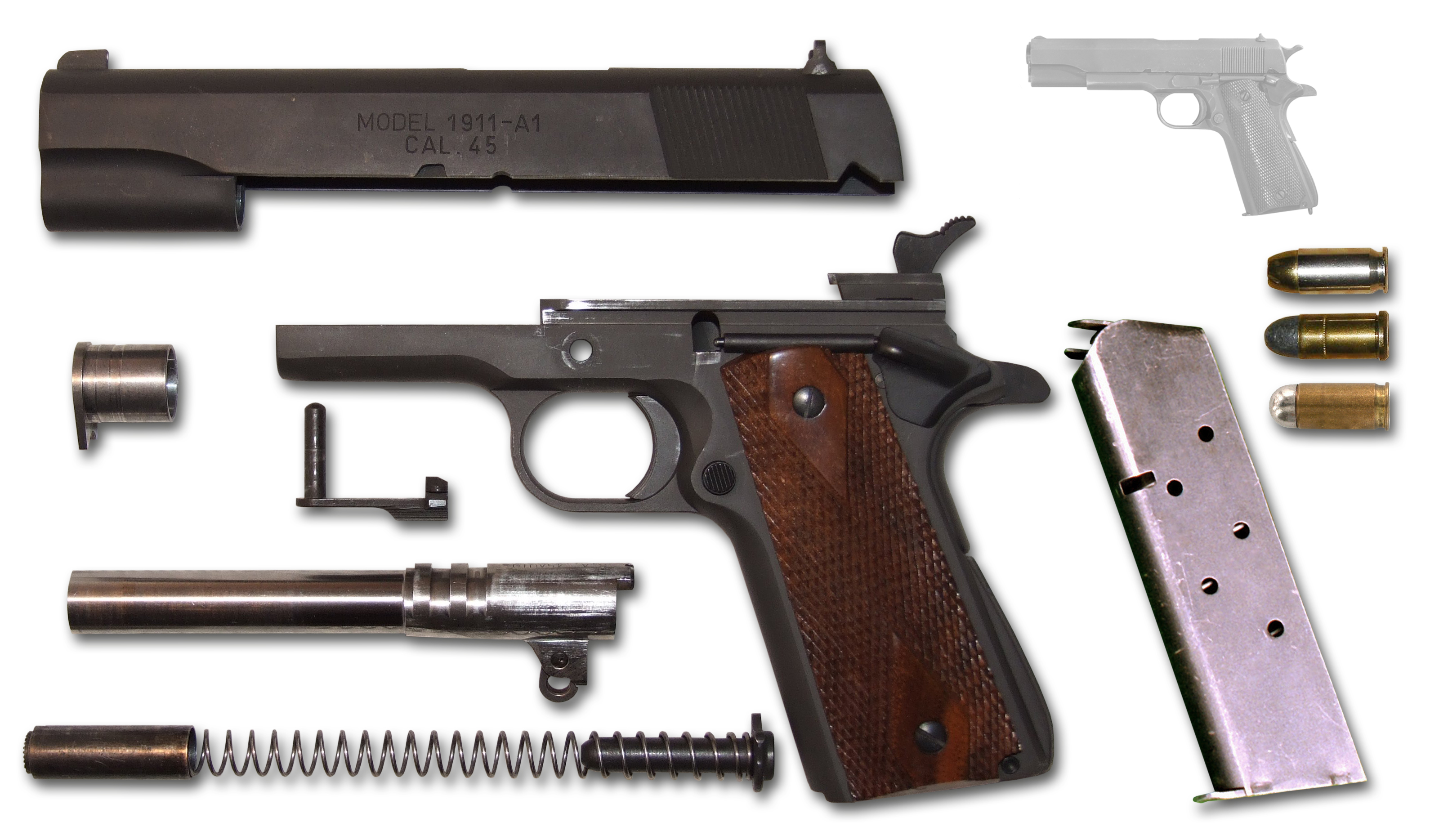
Springfield Mil Spec field em vista expandida

O projeto básico da M1911 de Browning tem tido muito pouca mudança ao longo de sua vida de produção. O princípio básico da pistola é a operação por ação de recuo. À medida que os gases de combustão em expansão forçam a bala para baixo o cano, dão impulso inverso ao cilindro e ao cilindro que são bloqueados juntos durante esta parte do ciclo de queima. Depois que a bala saiu do barril, a corrediça e o cano continuam para trás uma distância curta.
Neste ponto, uma ligação articula a parte traseira do cano para baixo, para fora dos recessos de bloqueio na corrediça, e o tambor é parado, fazendo contacto com as alças de canhão inferiores contra a superfície de impacto vertical da estrutura. À medida que a corrediça continua para trás, um extrator de garra puxa o invólucro gasto da câmara de queima e um ejetor golpeia a parte traseira da caixa, girando-a para fora e longe da pistola. A corrediça para e é então impulsionada para a frente por uma mola para retirar um cartucho novo do carregador e alimentá-lo para dentro da câmara de queima. Na extremidade dianteira de seu curso, o slide trava no barril e está pronto para disparar novamente.
Não há fixadores de qualquer tipo no projeto 1911, exceto os parafusos de aperto. Os componentes principais de 1911 são mantidos no lugar pela força da mola de recuo. A pistola pode ser "despojada no campo" retraindo parcialmente a corrediça, removendo o batente da corrediça e subsequentemente removendo a bucha do tambor. A desmontagem completa (e subsequente remontagem) da pistola às suas peças componentes pode ser realizada utilizando vários componentes removidos manualmente como ferramentas para completar a desmontagem.
Os militares exigiram uma segurança de aperto e uma segurança manual. A segurança de aperto, desconexão de sear, parada deslizante, posição de meio pino e segurança manual (localizada na parte traseira esquerda da moldura) estão em todos as M1911A1 padrão. Várias empresas desenvolveram uma segurança de bloco de disparo. A série 80 da Colt usa um gatilho operado e vários outros fabricantes, incluindo Kimber e Smith & Wesson, usam uma segurança Swartz, que é operada pela segurança de aperto. A linguagem de advertência contra puxar o gatilho com o segundo dedo foi incluída no manual M1911 inicial, e manuais mais tarde até a década de 1940.
O mesmo desenho básico foi oferecido comercialmente e tem sido usado por outras forças armadas. Além do .45 ACP (Automatic Colt Pistol), os modelos de câmara para .38 Super, 9×19mm Parabellum, 7,65×21mm Parabellum, 9mm Steyr, .400 Corbon, e outros cartuchos foram oferecidos. A M1911 foi desenvolvida a partir de modelos anteriores da Colt que disparavam cartuchos como o .38 ACP. O projeto bateu muitos outros contendores durante o período de seleção do governo, durante o final da década de 1890 e início da década de 1900, até a adoção da pistola. A M1911 substituiu oficialmente uma gama dos revólveres e das pistolas nos vários ramos das forças armadas dos Estados Unidos, embora outros projetos tenham sido adotados em determinados nichos.
Apesar de ser desafiada por projetos de pistola mais novos e mais leves em calibre. 45, como a Glock 21, o SIG Sauer P220, o Springfield XD e o Heckler & Koch USP, o M1911 não mostra sinais de popularidade decrescente e continua a ser amplamente presente em vários jogos competitivos como os da USPSA, IDPA , IPSC e tiro ao alvo.

## Usuários

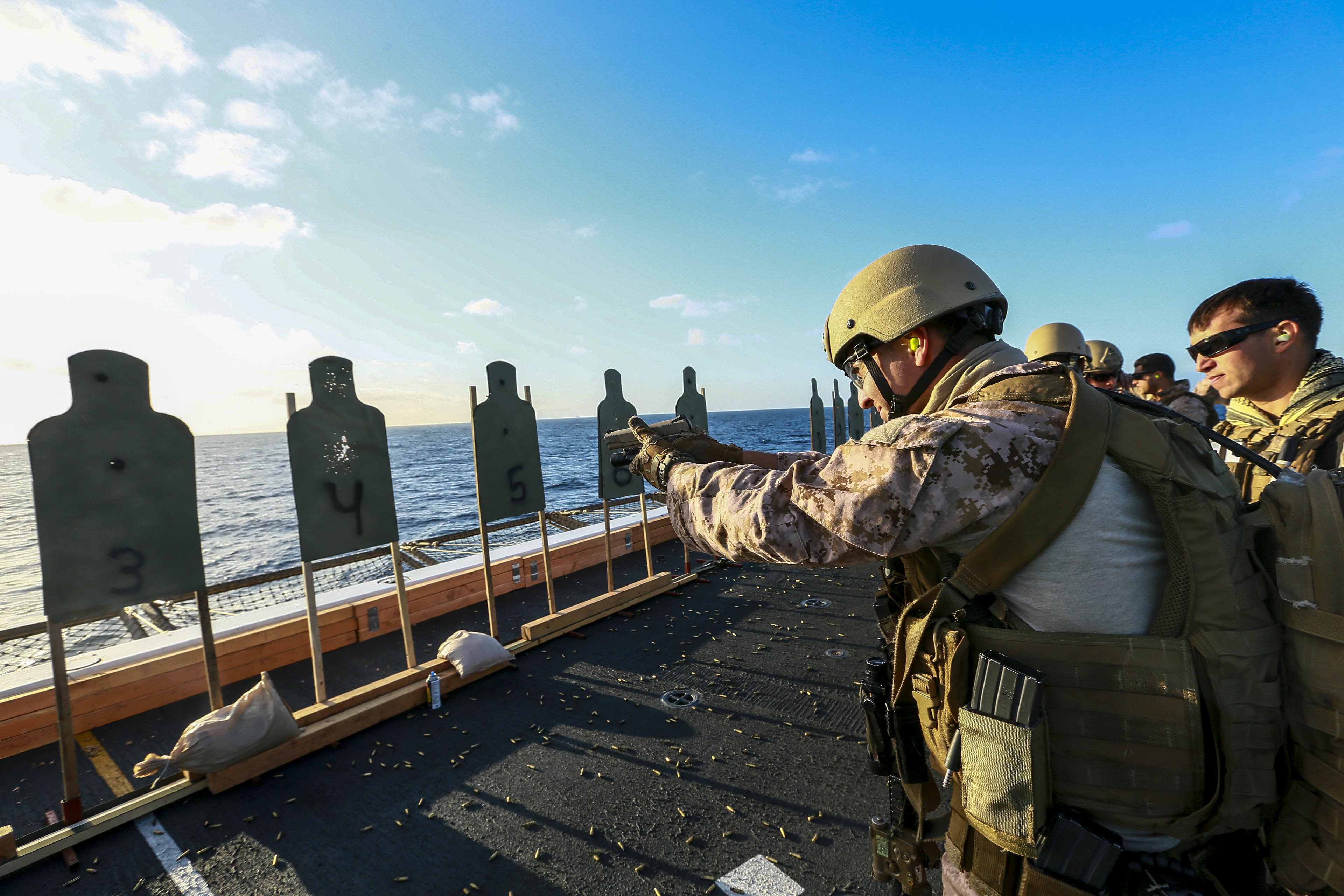
Fuzileiros navais americanos da Força de Incursão Marítima da 15ª MEU disparam suas pistolas M1911 .45 durante o Exercício da Unidade de Treinamento Composto (COMPTUEX), a bordo do USS Anchorage (LPD 23), na costa de San Diego, em 23 de março de 2015.

### Atualmente
- Argentina[17]
- Bangladesh: Batalhão de Ação Rápida[54]
- Brasil: O Exército Brasileiro usa uma versão do M1911 desenvolvida pela IMBEL que é calibrado em 9×19mm Parabellum e designada M973.[55][56]
- Bolívia[57][58]
- Canadá: Em ambas as guerras mundiais, oficiais canadenses tiveram a opção de comprar privadamente seu próprio sidearm e o M1911/M1911A1 era uma escolha popular. O conjunto Canadian-EUA First Special Service Force (também conhecido como "The Devil's Brigade") também usou armas de infantaria americanas, incluindo o M1911A1[59]
- República Popular da China: Norinco exporta um clone do M1911A1 para compra civil. A empresa de armas chinesa também fabricou kits de conversão para a câmara 7,62×25mm Tokarev rodada após a Guerra da Coreia.[40][57][58]
- Colômbia[57][58]
- Costa Rica[57][58]
- República Dominicana[57][58]
- Egito[58] usada pela Unidade 777
- Equador[58]
- Fiji[57]
- Grécia[43]
- Guatemala[58][60]
- Haiti[57][58]
- Indonésia[60]
- Irã[57][60]
- Libéria[57]
- Lituânia: Forças Armadas da Lituânia[61]
- Luxemburgo: Em serviço com o 1º Batalhão de Artilharia 1963-1967.[62]
- Malásia: Em serviço com as forças especiais do Exército da Malásia e com a Pasukan Gerakan Khas (forças especiais do Exército da Malásia)[63]
- México[57][58][60]
- Nicarágua[57][58]
- Filipinas[57]
- Papua Nova Guiné[64]
- Polônia: Forças Armadas Polonesas no oeste usaram as pistolas durante a segunda guerra mundial.[65]
- Espanha[66]
- Coreia do Sul: Feito sob a licença por S&T Daewoo e usado por Força Aérea da Coreia do Sul como sidearms dos oficiais.[17]
- República da China (Taiwan)[57]
- Tailândia[40]
- Turquia[67]
- Reino Unido[17]
- Estados Unidos: Ex-padrão de serviço pistola das forças armadas dos Estados Unidos. A pistola permanece em serviço com várias agências de aplicação da lei nos Estados Unidos, tais como o FBI, juntamente com alguns soldados das Operações Especiais dos EUA.[66] O Corpo de Fuzileiros navais dos EUA ordenou 12.000 pistolas M1911 para suas forças especiais em julho de 2012.[38][68]
- Zimbabwe[57]

### Anteriormente
- Cuba[69]
- Finlândia Cerca de 51.000 comprados por militares russos dos Estados Unidos nos anos 1915-1917. Mas apenas um número relativamente pequeno dessas pistolas capturadas acabou nas mãos das autoridades após a Guerra Civil Finlandesa. Militares finlandeses tinham cerca de 120 pistolas durante a 2ª Guerra Mundial, a maioria delas foram emitidos para o exército de campo.[70]
- República Democrática da Geórgia[71]
- Alemanha Nazista: Usou pistolas capturadas durante a Segunda Guerra Mundial.[17]
- Japão: Depois de Segunda Guerra Mundial, foram fornecidos para Forças de Autodefesa do Japão e Polícia o M1911A1 dos EUA e foram usados até 1980.[72]
- Noruega[17]
- Vietnã do Sul[17]
- União Soviética: Usado pela revolução comunista para o assassinato da família imperial russa em julho de 1918.[73] Milhares de pistolas foram recebidas como assistência militar durante a Segunda Guerra Mundial.[66]
- Viet Cong: Clones brutos usados por guerrilheiros do VC com algumas capturadas na Guerra do Vietnã.[74]

## Especificações
- Calibre: .45 ACP

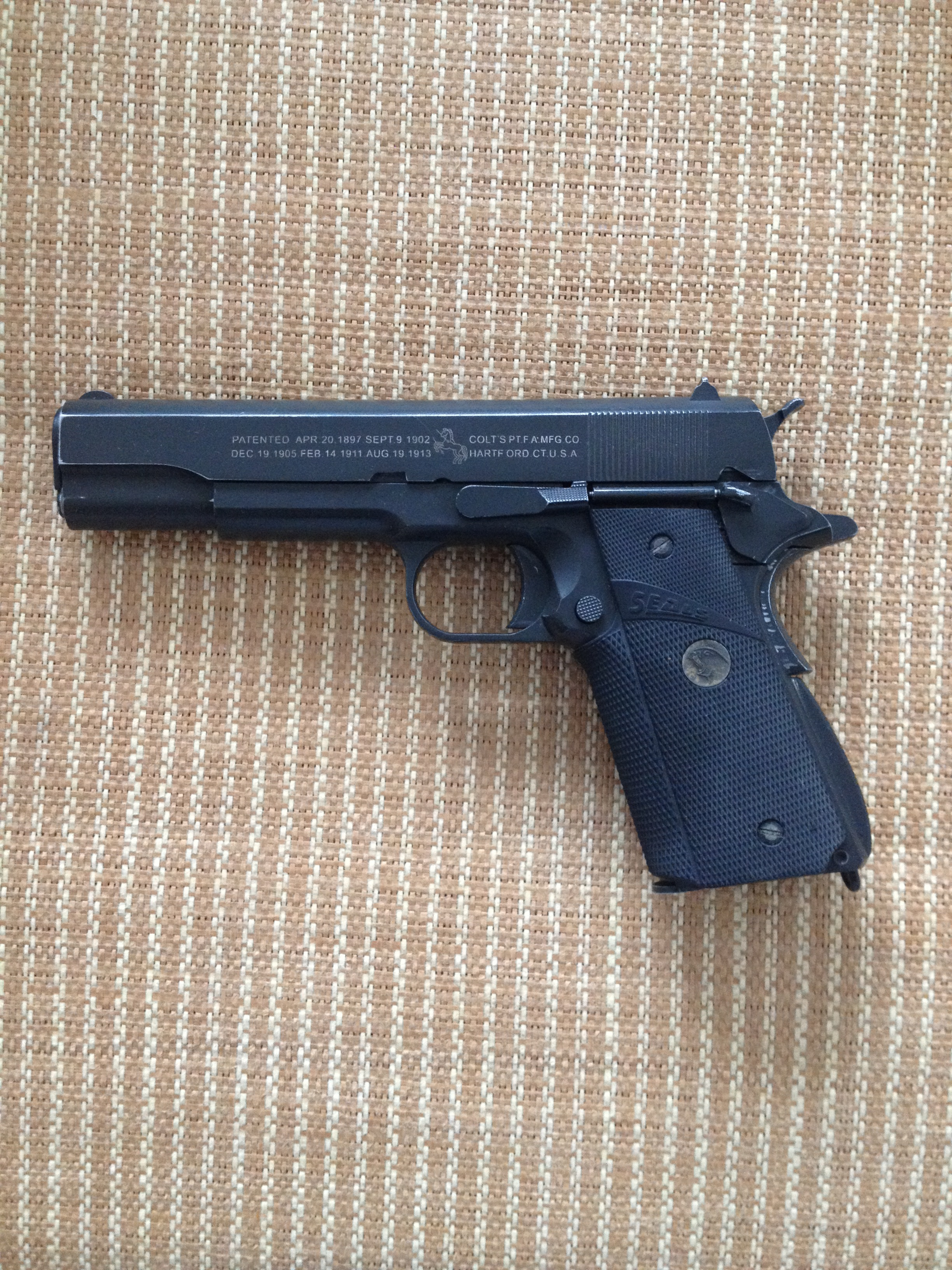
Colt M1911

- Outras derivadas comerciais e militares, incluem os cartuchos: .22 Long Rifle, .38 Super, 9×19mm Parabellum, .40 S&W, 10mm Auto, .400 Corbon, .357 SIG, .50 GI, .455 Webley, 9×23mm Winchester, e outros. As versões alternativas mais populares são 9×19mm Parabellum, .38 Super e 10mm Auto.
- Cano: 5 polegadas (127 mm) Governo, 4.25 polegadas (108 mm) Commander, e a 3.5 polegadas (89 mm) Officer's ACP.  Algumas modernas armas de "transporte" têm barris significativamente mais curtos e quadros, enquanto outros usam quadros padrão e slides estendidos com 6 polegadas (152 mm) nos canos
- Taxa de torção: 16 polegadas (406 mm) por turno, ou calibres 1:35.5 (.45 ACP)
- Operação: Ação de recuo, culatra fechada, ação única, semiautomática
- Peso (descarregado): 2 lb 7 oz (1.1 kg) (modelo governamental)
- Altura: 5.25 polegadas (133 mm)
- Comprimento: 8.25 polegadas (210 mm)
- Capacidade: 7+1 rounds (7 na capacidade do carregador-+1 tiro padrão na câmara); 8+1 in aftermarket standard-size magazine; 10+1 in extended and high capacity magazines.[75] Arma com câmara em .38 Super e 9 mm tem uma capacidade 9+1. Alguns fabricantes, como Armscor, Para Ordnance, Strayer Voigt Inc e STI International Inc, oferecem pistolas no estilo 1911 usando carregadores bifilares com capacidades significativamente maiores (tipicamente 14 cartuchos).  A Colt faz seus próprios carregadores de 8 cartuchos que incluem com seus modelos da série 80 XSE.
- Segurança: Uma segurança na empunhadura, sear desconectado, deslizante, uma posição de meio pino, e segurança manual (localizada na parte traseira esquerda do quadro) estão em todos os M1911A1 padrões. Várias empresas desenvolveram um bloco de disparo. A série 80 da Colt usa um gatilho operado e vários outros fabricantes (como Smith & Wesson) usam um operado pela segurança do grip.

## Arma de fogo do Estado
Em 18 de março de 2011, o estado de Utah nos EUA — como uma forma de homenagear John Browning, o projetista da M1911, que nasceu e cresceu no estado — adotou a Browning M1911 como a "arma de fogo oficial de Utah".

## Pistolas similares
- AMT Hardballer
- Ballester–Molina
- Obregón pistola
- Vis pistola
- Kongsberg Colt